# 蜜色樸麗魚
蜜色樸麗魚，為輻鰭魚綱鱸形目隆頭魚亞目慈鯛科的其中一種，分布於非洲維多利亞湖流域，棲息深度21-48公尺，體長可達10.7公分，棲息在泥底質水域，屬雜食性，以昆蟲幼蟲、甲殼類、有機碎屑等為食，生活習性不明。

## 擴展閱讀
維基物種上的相關：蜜色樸麗魚